# Berry
Berry er navnet på en tidligere fransk provins, hvor Bourges var hovedby. I 1790 blev området delt mellem departementerne Cher, Indre og Vienne.
Berry var centrum for Hertugdømmet Berry, der eksisterede fra 1360 og frem til 1820.
47°05′N 2°23′Ø / 47.08°N 2.38°Ø